# Marco Simoncelli
Marco Simoncelli   (Cattolica, 20 de gener de 1987 - Districte de Sepang, 23 d'octubre de 2011), conegut com a Sic, va ser un pilot de motociclisme italià que va guanyar el campionat del món de 250cc el 2008 amb Gilera. El 2010 va passar a competir a la categoria de MotoGP amb l'equip Honda Gresini. Es va morir en un accident al circuit de Sepang durant el Gran Premi de Malàisia de 2011, a 24 anys.
El 2014 va ser incorporat de forma pòstuma al Saló de la Fama de MotoGP.

## Carrera esportiva

### Primers anys
Nascut a Cattolica, a la província de Rímini, Simoncelli va viure al proper Coriano amb la seva família des de ben petit. Allà va començar a competir amb minimotos a set anys i a nou, el 1996, va debutar al Campionat d'Itàlia de Minimoto, el qual va guanyar els anys 1999 i 2000 (el mateix any en què fou subcampió d'Europa de Minimoto). El 2001, a catorze anys, va passar a competir al Campionat d'Itàlia de 125cc. El 2002 va guanyar el Campionat d'Europa de la mateixa cilindrada.

### 125cc
A l'agost del 2002, després d'una reeixida campanya al campionat d'Europa de 125cc, Simoncelli va debutar en Gran Premi amb l'equip Matteoni Racing, en substitució del txec Jaroslav Huleš que havia passat a la categoria de 250cc. Simoncelli, amb una Aprilia amb el número 37, va acabar en la vint-i-setena posició a la seva primera cursa, a Brno. A la cursa següent, a Estoril, va aconseguir els seus primers punts al campionat en acabar-hi tretzè. No va tornar, però, a aconseguir-ne cap més en les quatre curses restants.
El 2003, Simoncelli va continuar amb el Matteoni Racing Team durant la seva primera temporada completa al mundial. Aquell any va començar a fer servir l'icònic número 58 a la moto. Va poder sumar punts en sis rondes, amb un quart lloc a Xest -l'última cursa de la temporada- com a millor resultat. Va acabar el campionat en el vint-i-unè lloc final.
La temporada del 2004, Simoncelli va passar a l'equip WorldwideRace -amb el nom de Rauch Bravo-, on també pilotà una Aprilia. A la segona ronda de la temporada, a Jerez, va obtenir la seva primera pole position i anava en segon lloc a la cursa fins que el líder, Casey Stoner, va caure a tres voltes del final i li cedí així la seva primera victòria. Tanmateix, aquella victòria va ser el seu únic podi de la temporada i va acabar el campionat a l'onzè lloc final.
Simoncelli va continuar pilotant per a WorldwideRace el 2005, aquesta vegada sota el nom de Nocable.it Race. A la cursa inaugural, Jerez, va tornar a marcar la pole i a guanyar la cursa per segona vegada consecutiva. Tot i no aconseguir cap altra victòria aquella temporada, va obtenir cinc podis més i va acabar el campionat en cinquè lloc final.

### 250cc

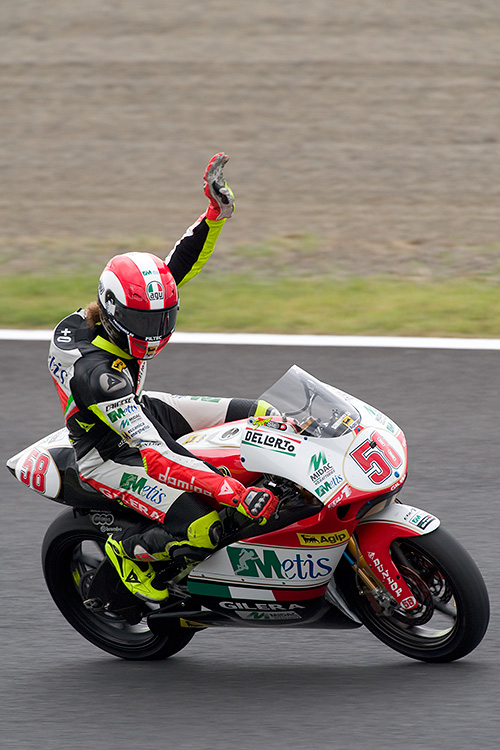
Simoncelli al GP del Japó del 2008

El 2006, Simoncelli va pujar a la categoria dels 250cc, esdevenint l'únic pilot dels vuit primers classificats al mundial de 125cc de l'any anterior a fer el pas. Va entrar a l'equip Metis Gilera, un fabricant italià de motocicletes que tornava al mundial després d'una llarga absència. Simoncelli va lluitar pel títol de Rookie of the Year fins al final, però finalment el va perdre en favor de Shuhei Aoyama. L'italià va acabar desè a la general. El 2007, continuant amb el mateix equip, va protagonitzar una temporada semblant a l'anterior i va tornar a acabar desè a la classificació final.
La temporada del 2008 va ser la de la seva consagració. Va obtenir la primera victòria en 250cc al Gran Premi d'Itàlia, celebrat a Mugello l'u de juny, després que Héctor Barberá topés amb ell. El 8 de juny va repetir l'èxit al Gran Premi de Catalunya després d'haver avançat a Álvaro Bautista a l'última volta a cinc revolts del final. Va obtenir la seva tercera victòria el 13 de juliol a Sachsenring, durant el Gran Premi d'Alemanya, quan va superar a Bautista i Barberá per aproximadament 2,5 segons. També va guanyar al Gran Premi d'Austràlia, celebrat del 3 al 5 d'octubre, derrotant per poc a Bautista. El 19 d'octubre es va proclamar finalment campió del món de 250cc després d'acabar tercer al Gran Premi de Malàisia, a Sepang.

### Superbike

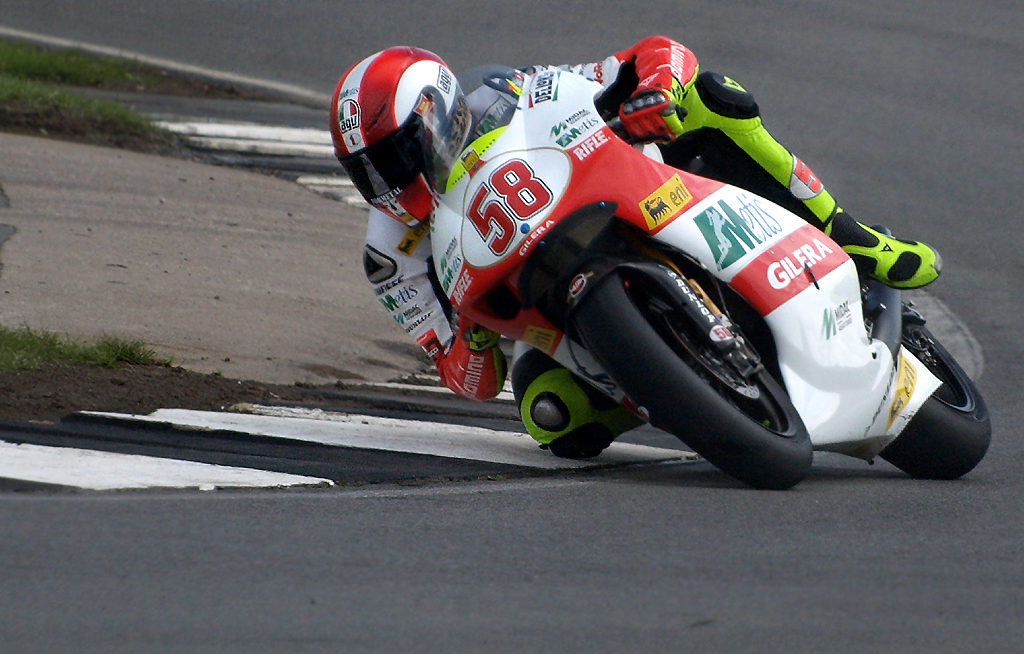
Simoncelli al GP de Gran Bretanya del 2009

El 2009, Simoncelli va participar per única vegada en una ronda del campionat del món de Superbike, concretament la d'Imola, amb Aprilia. Va ser un dels tres pilots que van caure a la primera cursa mentre anava cinquè i, a la segona, va lluitar per la tercera posició amb el seu company de marca Max Biaggi, a qui va superar i va poder, doncs, pujar al podi.
El 25 de juny del 2009 es va confirmar que Simoncelli competiria al mundial de MotoGP el 2010 després d'haver acceptat una oferta de l'equip San Carlo Gresini Honda.

### MotoGP

#### 2010

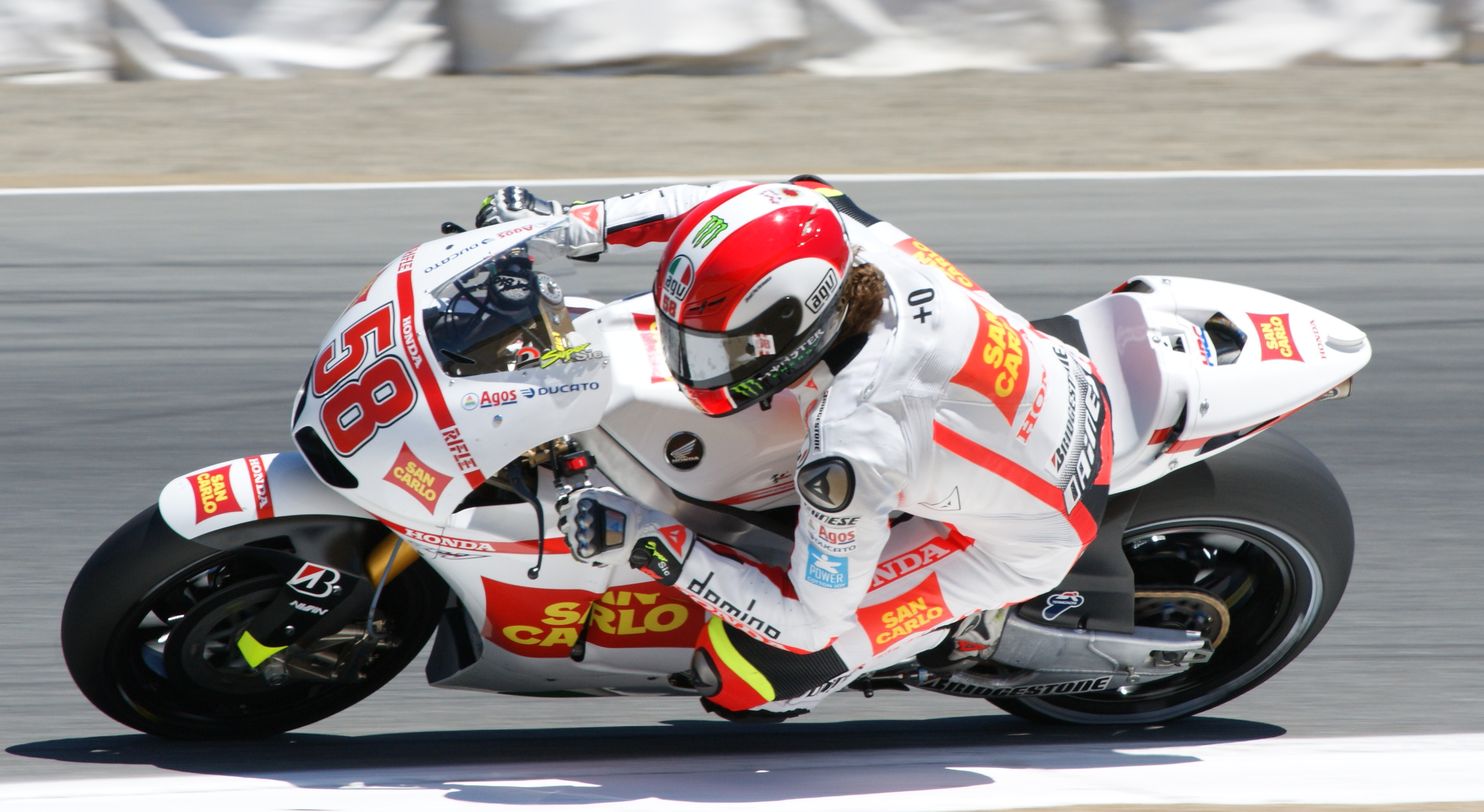
Simoncelli al GP dels EUA del 2010

Simoncelli va començar discretament la temporada de 2010 després d'haver patit dues caigudes en la fase de proves de pretemporada a Sepang (en la segona de les quals se li va esquerdar el casc). Va acabar onzè a la primera prova i va anar millorant durant la resta de la temporada, la qual acabà en el vuitè lloc final.

#### 2011
La temporada del 2011, Simoncelli va passar a pilotar una Honda de fàbrica dins l'equip Gresini, mentre que el seu company Hiroshi Aoyama en pilotà una de satèl·lit. Simoncelli va acabar cinquè a la primera cursa de la temporada, a Qatar, i va caure mentre era líder a la de Jerez -amb el circuit mullat- i a la d'Estoril. Al Gran Premi de França, a Le Mans, va xocar amb Dani Pedrosa mentre lluitava per la segona plaça. El català es va trencar la clavícula i Simoncelli va rebre una penalització per avançament improcedent, de manera que finalment va acabar cinquè. Inicialment, l'italià es va espolsar les culpes de l'accident al·legant que va frenar dins del límit normal i que es va separar de Pedrosa. Abans de la següent cursa, però, Simoncelli va admetre que havia de reflexionar sobre el seu estil de pilotatge.

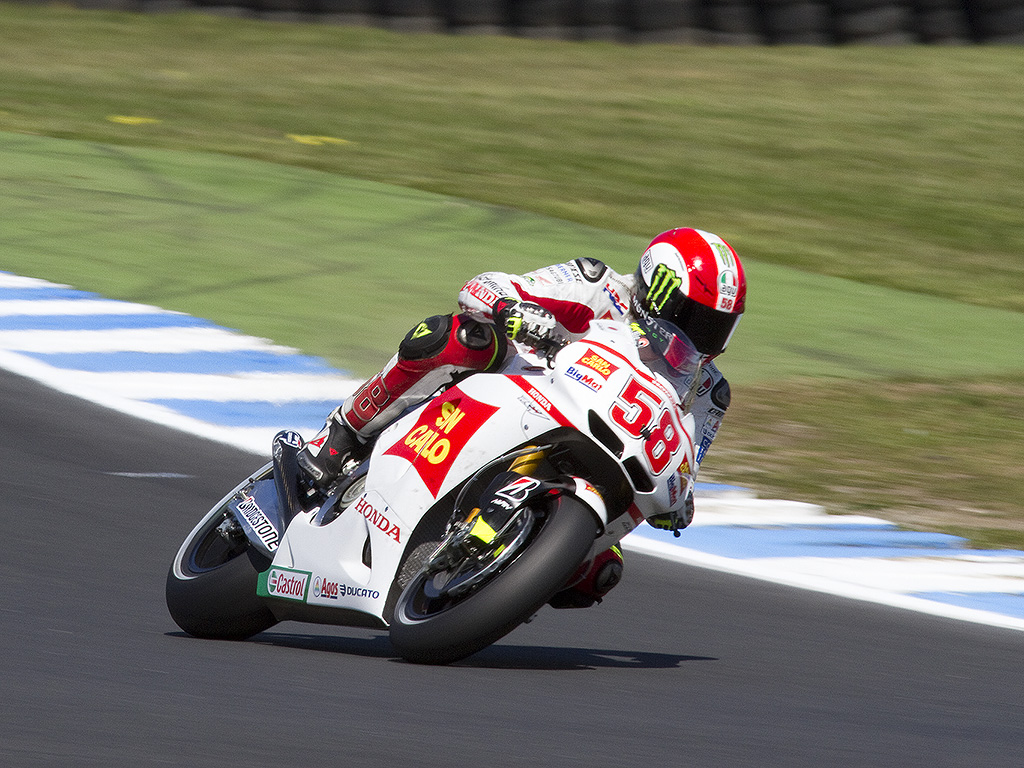
Simoncelli al GP d'Austràlia el 2011

Poc abans del cap de setmana del Gran Premi de Catalunya, la direcció de la cursa es va reunir amb Simoncelli. Al circuit, l'italià va aconseguir la seva primera pole position a MotoGP, només 0,016 segons per davant de Casey Stoner. Tanmateix, una mala sortida el va relegar a la setena posició i només va aconseguir recuperar-ne una i acabar sisè. Simoncelli va aconseguir el seu primer podi a la categoria reina, amb un tercer lloc, al Gran Premi de la República Txeca. El seu millor resultat en MotoGP va ser el segon lloc al GP d'Austràlia de Phillip Island.

## Mort

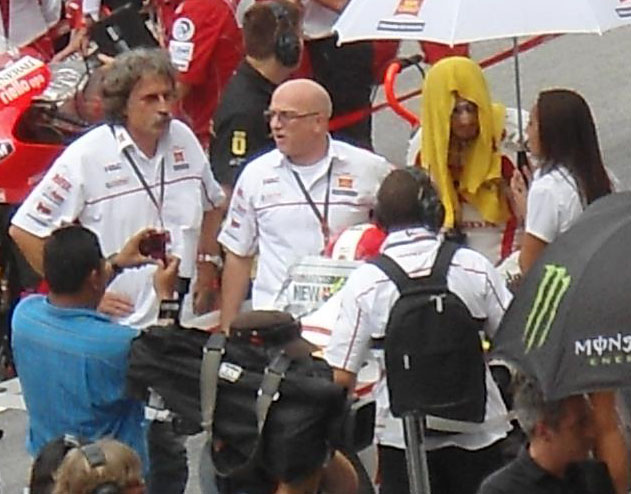
Simoncelli, amb una tovallola al cap, a la graella del Gran Premi de Malàisia del 2011, la seva darrera cursa

El 23 d'octubre de 2011, Simoncelli es va veure involucrat en una col·lisió amb el nord-americà Colin Edwards i el seu compatriota Valentino Rossi durant el Gran Premi de Malàisia al Circuit Internacional de Sepang. Mentre anava en quarta posició durant la segona volta, la seva moto va perdre tracció al revolt 11 i va començar a lliscar cap a la grava, però els pneumàtics van recuperar la tracció sobtadament i la moto es va desviar per la pista cap a la traçada d'Edwards i Rossi, amb Simoncelli despenjat al costat dret fins que va perdre el control en un revolt a la dreta i va anar lliscant en el camí d'Edwards i Rossi; cap dels dos pilots no va poder evitar la col·lisió. Simoncelli va perdre el casc i Edwards va sortit catapultat de la seva moto. La cursa va ser immediatament marcada amb bandera vermella. Edwards va patir una dislocació de l'espatlla mentre que Simoncelli, amb traumatisme greu al cap, coll i pit, va ser traslladat en ambulància al centre mèdic del circuit. Se li va practicar RCP durant 45 minuts, però a les 16:56 (hora local), menys d'una hora després de l'accident, es va anunciar que havia mort a causa de les lesions.
El seu cos va ser traslladat a Itàlia acompanyat pel seu pare Paolo, la seva promesa Kate Fretti i Valentino Rossi. La família va ser rebuda pel president del Comitè Olímpic Nacional Italià, Giovanni Petrucci, abans que el cos fos transportat a un teatre a Coriano, on va ser col·locat en un taüt obert. A continuació, es va permetre als aficionats i als visitants presentar els seus respectes en un passeig commemoratiu on s'hi exhibien la seva Gilera, guanyadora del Campionat del Món de 250cc, i la seva Honda de MotoGP del 2011. Es calcula que unes 20.000 persones van assistir al seu funeral a l'església parroquial de Santa Maria Assunta de Coriano el 27 d'octubre de 2011, el qual es va retransmetre en directe per Italia 1 i Rai 2.

### Llegat
Valentino Rossi va quedar tan afectat per la pèrdua del seu amic íntim que va decidir de crear el projecte VR46 de la seva Acadèmia de curses per a orientar els pilots italians. L'acadèmia Rossi té com a objectiu garantir que el seu llegat entrellaçat amb el de Simoncelli continuïn molt més enllà de les seves carreres esportives. Els pilots de MotoGP Pecco Bagnaia, Franco Morbidelli, Luca Marini i Marco Bezzecchi són alguns dels graduats de l'acadèmia VR46. Sobre la creació de l'Acadèmia, Rossi ha dit «Jo sempre dic que Marco va ser el primer pilot de l'Acadèmia, encara que l'Acadèmia no existís».
El 3 de novembre de 2011, el Misano World Circuit va anunciar que es canviaria el nom en honor a Simoncelli i ho va fer l'any següent. Des d'aleshores, el nom oficial del circuit és Misano World Circuit Marco Simoncelli. A l'últim Gran Premi de la temporada del 2011, a Xest, es va celebrar una volta d'homenatge al matí en honor a Simoncelli en què hi van participar pilots de les tres categories (125cc, Moto2 i MotoGP) juntament amb el campió del món de 500cc de 1993 Kevin Schwantz, que va pilotar la moto de Simoncelli.
També es van fer homenatges a l'italià a la Fórmula 1: Jenson Button va dedicar la seva actuació al Gran Premi de l'Índia del 2011 a Simoncelli i al pilot de l'IndyCar Dan Wheldon, que s'havia mort al Las Vegas Motor Speedway el cap de setmana anterior durant el Campionat del Món IZOD IndyCar. Durant el Gran Premi es va fer un minut de silenci en memòria de Wheldon i Simoncelli. Al Gran Premi de Malàisia del 2012, els pilots de Ferrari Felipe Massa i Fernando Alonso, juntament amb altres membres de l'equip, van retre homenatge a Simoncelli tot tornant al revolt 11 i fent-s'hi una foto de grup amb una pancarta en memòria de l'italià.
El mateix dia de l'accident mortal, tots els partits de la lliga italiana de futbol van guardar un minut de silenci en memòria de Simoncelli seguint les instruccions del president del Comitè Olímpic Nacional Italià, Gianni Petrucci.
El 20 de gener de 2012, aniversari del naixement de Simoncelli, es va anunciar en una cerimònia a Coriano que la zona esportiva de la ciutat passaria a anomenar-se "Palazzetto dello Sport Marco Simoncelli" i que una de les línies d'autobús de la ciutat passaria a numerar-se 58 en honor seu.

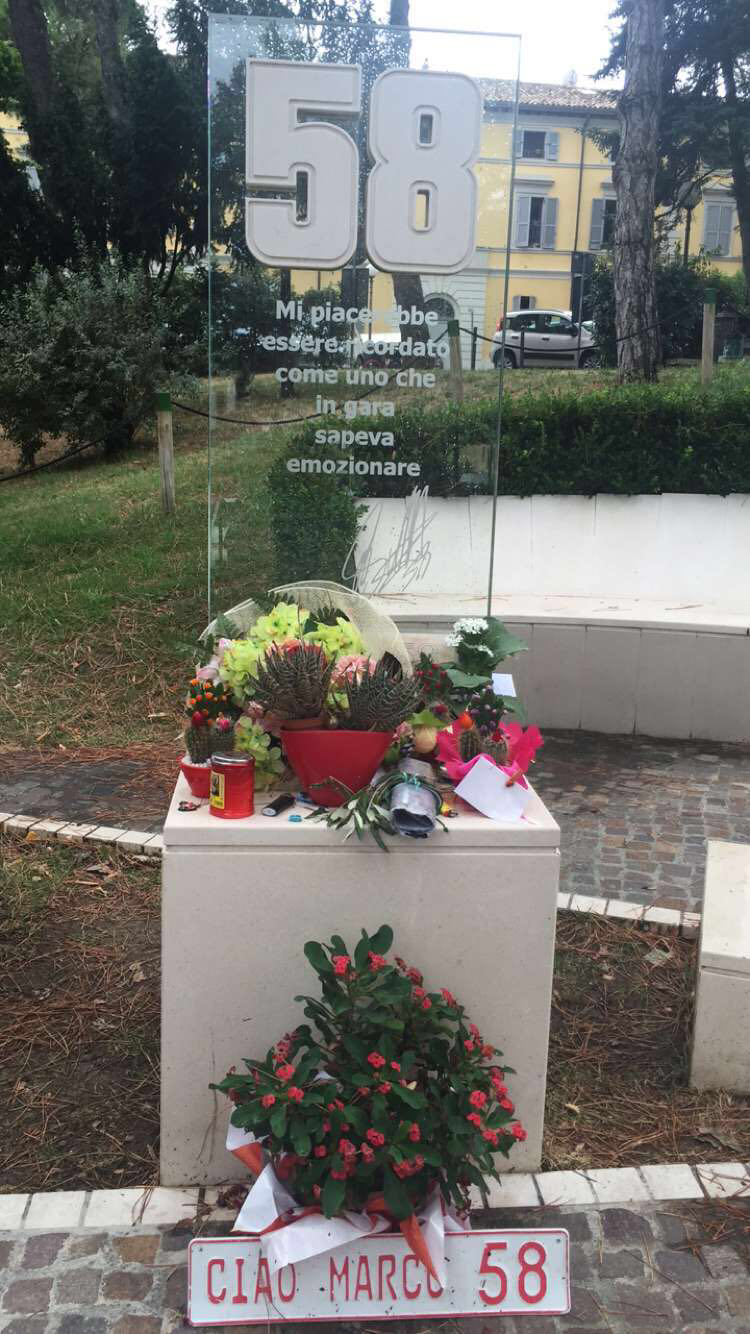
Monument a Marco Simoncelli a Coriano

El 2013, el seu pare Paolo Simoncelli va anunciar la creació de la Sic58 Squadra Corse en honor a Marco. L'equip va ser creat per ajudar els joves pilots italians a desenvolupar-se en els nivells inferiors de les curses de Gran Premi. L'equip va córrer originalment al campionat d'Itàlia de Moto3 abans de passar al Campionat del Món FIM CEV de la mateixa categoria el 2015 i més tard, el 2017, al Campionat del Món de Moto3.
El 12 de setembre de 2013 va tenir lloc un homenatge a Marco Simoncelli a Coriano en què s’inaugurà un monument anomenat "Tots els diumenges", al qual cada diumenge a la nit hi cremarà una flama durant 58 segons.
El 23 d'octubre de 2013, l'AC Milan va retre un homenatge a Simoncelli publicant al seu perfil de Google+ una foto de la seva samarreta al vestidor amb el nom de Simoncelli al darrere.
El 3 de febrer de 2014 es va anunciar que Simoncelli seria incorporat al Saló de la Fama de MotoGP i es convertiria en el vint-i-unè MotoGP Legend. La cerimònia va tenir lloc a la ronda italiana del mundial de Mugello.
El 8 de setembre de 2016 es va anunciar que el número 58 de Simoncelli seria retirat de totes les categories de competició del mundial. Va ser el tercer dorsal que se'n va retirar després del número 34 de Kevin Schwantz (el número de Schwantz va ser emprat per Andrea Dovizioso fins que va pujar a MotoGP, i el va reutilitzar per última vegada Esteve Rabat durant la seva temporada de debut a Moto2 el 2011) i el número 74 de Daijiro Kato (el número de Kato continua disponible per a les participacions de comodins a Moto3, tot i que des de la temporada 2013 ningú no l'ha tornat a fer servir). El conseller delegat de Dorna Sports Carmelo Ezpeleta va dirigir una cerimònia commemorativa abans del Gran Premi de Misano del 2016 en què va afirmar: «Avui li diem al pare de Marco, Paolo, que a partir d'ara aquest número pertany a la família Simoncelli. Ningú no el farà servir, tret que ells decideixin que algú pot fer-ho».

## Resultats al Mundial de motociclisme

### Per temporada
| Temporada | Categoria | Moto           | Equip                   | Número | Curses | Victòries | Podis | Poles | FLaps | Pts  | Posició | Títols |
| --------- | --------- | -------------- | ----------------------- | ------ | ------ | --------- | ----- | ----- | ----- | ---- | ------- | ------ |
| 2002      | 125cc     | Aprilia RS 125 | Matteoni Racing Team    | 37     | 6      | 0         | 0     | 0     | 0     | 3    | 33è     | –      |
| 2003      | 125cc     | Aprilia RS 125 | Matteoni Racing Team    | 58     | 15     | 0         | 0     | 0     | 0     | 31   | 21è     | –      |
| 2004      | 125cc     | Aprilia RS 125 | Rauch Bravo             | 58     | 13     | 1         | 1     | 2     | 0     | 79   | 11è     | –      |
| 2005      | 125cc     | Aprilia RS 125 | Nocable.it Race         | 58     | 16     | 1         | 6     | 1     | 1     | 177  | 5è      | –      |
| 2006      | 250cc     | Gilera RSA 250 | Metis Gilera            | 58     | 16     | 0         | 0     | 0     | 0     | 92   | 10è     | –      |
| 2007      | 250cc     | Gilera RSA 250 | Metis Gilera            | 58     | 17     | 0         | 0     | 0     | 0     | 97   | 10è     | –      |
| 2008      | 250cc     | Gilera RSA 250 | Metis Gilera            | 58     | 16     | 6         | 12    | 7     | 4     | 281  | 1r      | 1      |
| 2009      | 250cc     | Gilera RSA 250 | Metis Gilera            | 58     | 15     | 6         | 10    | 3     | 4     | 231  | 3r      | –      |
| 2010      | MotoGP    | Honda RC212V   | San Carlo Honda Gresini | 58     | 18     | 0         | 0     | 0     | 0     | 125  | 8è      | –      |
| 2011      | MotoGP    | Honda RC212V   | San Carlo Honda Gresini | 58     | 16     | 0         | 2     | 2     | 0     | 139  | 6è      | –      |
| Total     | Total     | Total          | Total                   | Total  | 148    | 14        | 31    | 15    | 9     | 1255 |         | 1      |

### Curses per any
Barem de puntuació de 1993 ençà:
| Posició | 1  | 2  | 3  | 4  | 5  | 6  | 7 | 8 | 9 | 10 | 11 | 12 | 13 | 14 | 15 |
| Punts   | 25 | 20 | 16 | 13 | 11 | 10 | 9 | 8 | 7 | 6  | 5  | 4  | 3  | 2  | 1  |

(Ids. Grans Premis | Llegenda) (Curses en negreta indiquen pole; curses en  itàlica indiquen volta ràpida)
| Any  | Categoria | Moto    | 1       | 2       | 3       | 4       | 5       | 6       | 7       | 8       | 9       | 10      | 11      | 12     | 13      | 14      | 15      | 16      | 17     | 18    | Pos | Pts |
| ---- | --------- | ------- | ------- | ------- | ------- | ------- | ------- | ------- | ------- | ------- | ------- | ------- | ------- | ------ | ------- | ------- | ------- | ------- | ------ | ----- | --- | --- |
| 2002 | 125cc     | Aprilia | JPN     | RSA     | ESP     | FRA     | ITA     | CAT     | NED     | GBR     | GER     | CZE 27  | POR 13  | BRA 21 | PAC     | MAL Ret | AUS Ret | VAL Ret |        |       | 33è | 3   |
| 2003 | 125cc     | Aprilia | JPN 21  | RSA 20  | ESP 14  | FRA Ret | ITA 17  | CAT 16  | NED 20  | GBR 16  | GER 12  | CZE 14  | POR Ret | BRA 11 | PAC Ret | MAL 11  | AUS Ret | VAL 4   |        |       | 21è | 31  |
| 2004 | 125cc     | Aprilia | RSA Ret | ESP 1   | FRA Ret | ITA Ret | CAT 7   | NED 7   | BRA 6   | GER 10  | GBR Ret | CZE 19  | POR 6   | JPN 6  | QAT 6   | MAL Ret | AUS Ret | VAL     |        |       | 11è | 79  |
| 2005 | 125cc     | Aprilia | ESP 1   | POR 10  | CHN 6   | FRA 5   | ITA Ret | CAT 2   | NED 4   | GBR 4   | GER 3   | CZE 3   | JPN Ret | MAL 9  | QAT 3   | AUS 3   | TUR 6   | VAL 5   |        |       | 5è  | 177 |
| 2006 | 250cc     | Gilera  | ESP Ret | QAT 8   | TUR 11  | CHN 6   | FRA 8   | ITA 7   | CAT Ret | NED 7   | GBR 10  | GER Ret | CZE 9   | MAL 8  | AUS 10  | JPN 9   | POR 7   | VAL Ret |        |       | 10è | 92  |
| 2007 | 250cc     | Gilera  | QAT 9   | ESP Ret | TUR 9   | CHN Ret | FRA 6   | ITA 9   | CAT 9   | GBR Ret | NED 6   | GER 7   | CZE Ret | SM Ret | POR 7   | JPN 7   | AUS 7   | MAL 8   | VAL 11 |       | 10è | 97  |
| 2008 | 250cc     | Gilera  | QAT Ret | ESP Ret | POR 2   | CHN 4   | FRA 2   | ITA 1   | CAT 1   | GBR 2   | NED 3   | GER 1   | CZE 3   | SM 6   | INP C   | JPN 1   | AUS 1   | MAL 3   | VAL 1  |       | 1r  | 281 |
| 2009 | 250cc     | Gilera  | QAT     | JPN 17  | ESP 3   | FRA 1   | ITA 2   | CAT Ret | NED 3   | GER 1   | GBR 4   | CZE 1   | INP 1   | SM Ret | POR 1   | AUS 1   | MAL 3   | VAL Ret |        |       | 3r  | 231 |
| 2010 | MotoGP    | Honda   | QAT 11  | ESP 11  | FRA 10  | ITA 9   | GBR 7   | NED 9   | CAT Ret | GER 6   | USA Ret | CZE 11  | INP 7   | SM 14  | ARA 7   | JPN 6   | MAL 8   | AUS 6   | POR 4  | VAL 6 | 8è  | 125 |
| 2011 | MotoGP    | Honda   | QAT 5   | ESP Ret | POR Ret | FRA 5   | CAT 6   | GBR Ret | NED 9   | ITA 5   | GER 6   | USA Ret | CZE 3   | INP 12 | SM 4    | ARA 4   | JPN 4   | AUS 2   | MAL C  | VAL   | 6è  | 139 |